# Joseph Kut
Joseph Kut (en polonais : Józef Kut), né le 21 juin 1905 à Sławin, mort en déportation le 18 septembre 1942 au camp de concentration de Dachau, est un ecclésiastique catholique polonais, béatifié par l'Église catholique. 

## Biographie
Originaire de la voïvodie de Grande-Pologne, il est prêtre dans le diocèse de Poznań. Il est arrêté par les forces allemandes et envoyé au camp de concentration de Dachau.
En 1999, Kut est reconnu par le pape Jean-Paul II comme faisant partie des 108 Polonais martyrs de la Seconde Guerre mondiale. Il est fêté le 18 septembre sous l'appellation de Bienheureux Joseph.